# Бронішев
Бронішев (пол. Broniszew) — село в Польщі, у гміні Промна Білобжезького повіту Мазовецького воєводства.
Населення — 243 особи (2011).
У 1975-1998 роках село належало до Радомського воєводства.

## Демографія
Демографічна структура станом на 31 березня 2011 року:
|          | Загалом | Допрацездатний вік | Працездатний вік | Постпрацездатний вік |
| -------- | ------- | ------------------ | ---------------- | -------------------- |
| Чоловіки | 119     | 24                 | 88               | 7                    |
| Жінки    | 124     | 27                 | 74               | 23                   |
| Разом    | 243     | 51                 | 162              | 30                   |